# Bundesautobahn 18
Pour les articles homonymes, voir A18.
La Bundesautobahn 18 est un projet de Bundesautobahn dans les Landër de Brandebourg et Saxe.